# Paul-Joseph de Gourcy de Mainville
Pour les articles homonymes, voir Mainville (homonymie).
Paul-Joseph de Gourcy de Mainville, né en 1756, à Mainville et mort en 1808, est un prélat français du XVIIIe siècle.

## Biographie

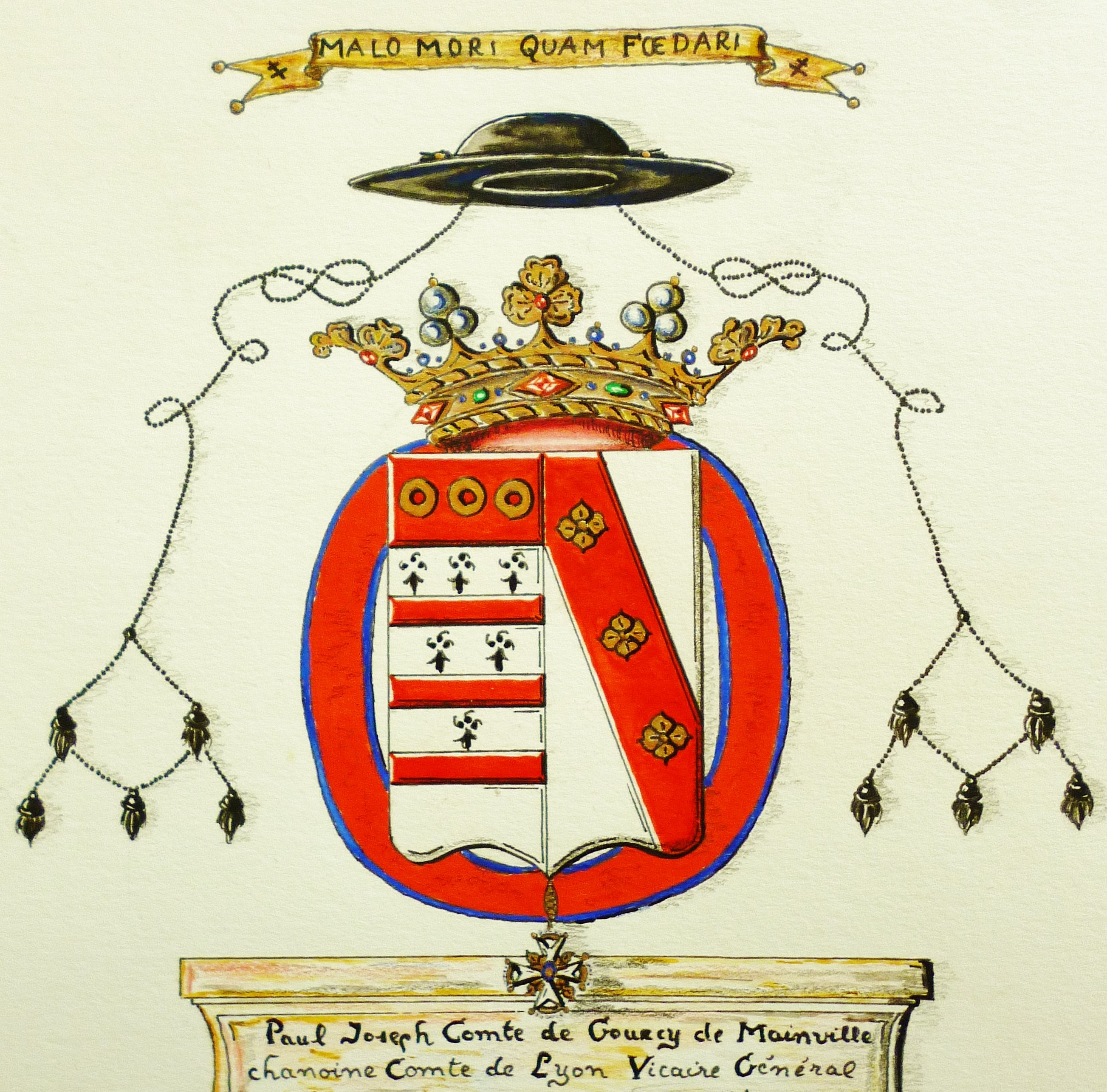
Armoiries du chanoine de Gourcy.

Paul Joseph de Gourcy de Mainville, né à Mainville en Lorraine le 13 août 1756, est issu d'une ancienne famille de la noblesse de cette province. Il est le fils de André Mathieu, comte de Gourcy (1717-1802), capitaine de grenadiers au régiment de Bouillon, chevalier de Saint-Louis, et de Marie Angélique de Gourcy de Charey (1716-1805).
Il entre à 23 ans, en , dans un chapitre noble des chanoines-comtes de Lyon, qui exigeait quatre degrés de noblesse.
Devint vicaire général de Comminges et seigneur de Couzon, il fut initié dans une loge maçonnique dite « traditionnelle » de Lyon. 
En 1789, il fut représentant du clergé de sa province pour la désignation du député aux États généraux. Revenu à Lyon, il est suspecté de complot. 
Comme il le conte lui-même, dans un ouvrage qu'il fait paraître en 1806, contraint de fuir Lyon, il sera recueilli chez un paysan calviniste, qui le cacha.
Le même ouvrage montre la culture assez variée de son auteur : la philosophie et les sciences se côtoient.
Il meurt en Lorraine en 1808.